# Phytometra
Phytometra är ett släkte av fjärilar som beskrevs av Adrian Hardy Haworth 1809. Phytometra ingår i familjen nattflyn, Noctuidae.

## Dottertaxa tillPhytometra, i alfabetisk ordning[1][2]
- Phytometra amata (Butler, 1879)
- Phytometra apicata Barnes & McDunnough, 1916
- Phytometra bilinealis Leech, 1900
- Phytometra carnea Prout, 1922
- Phytometra cataplexis Dyar, 1913
- Phytometra coniota Hampson, 1926
- Phytometra cucullata Moore, 1885
- Phytometra curvifera Hampson, 1926
- Phytometra diacraspis Hampson, 1926
- Phytometra duplicalis Walker, 1865
- Phytometra ernestinana Blanchard, 1840
- Phytometra flacillalis Walker, 1859
- Phytometra formosalis Walker, 1866
- Phytometra fragilis Butler, 1875
- Phytometra goniogramma Hampson, 1926
- Phytometra haemaceps Hampson, 1910
- Phytometra haematoessa Hampson, 1910
- Phytometra helesusalis Walker, 1858
- Phytometra heliriusalis Walker, 1858
- Phytometra heostrophis Dyar, 1919
- Phytometra hypopsamma Hampson, 1926
- Phytometra laevis Swinhoe, 1901
- Phytometra lentistriata Hampson, 1910
- Phytometra luna Zerny, 1927
- Phytometra magalium Townsend, 1958
- Phytometra numisma Hübner, 1802
- Phytometra nyctichroa Hampson, 1926
- Phytometra obliqualis Dyar, 1912
- Phytometra olivescens Hampson, 1910
- Phytometra oma Dyar, 1912
- Phytometra opsiphora Hampson, 1926
- Phytometra orgiae Grote, 1875
- Phytometra poaphiloides Schaus, 1912
- Phytometra polla Schaus, 1914
- Phytometra pryeri Wileman & South, 1917
- Phytometra pyralomima Wiltshire, 1962
- Phytometra rhodarialis Walker, 1859
- Phytometra rhodopa Bethune-Baker, 1911
- Phytometra rosealis Schaus, 1904
- Phytometra rufifascia Hampson, 1926
- Phytometra sacraria Felder, 1874
- Phytometra sanctiflorentis (Boisduval, 1834)
  - Phytometra sanctiflorentis aurantiacus Rothschild, 1920
- Phytometra semipurpurea Walker, 1863
- Phytometra signifera Hampson, 1926
- Phytometra silona Schaus, 1893
- Phytometra similis Warren, 1915
- Phytometra sopora Swinhoe, 1884
- Phytometra subflavalis Walker, 1863
- Phytometra umbrifera Hampson, 1910
- Phytometra uncifera Hampson, 1896
- Phytometra usta Butler, 1889
- Phytometra viridaria (Clerck, 1759), Jungfrulinsfly
- Phytometra zotica Viette, 1956

## Bildgalleri

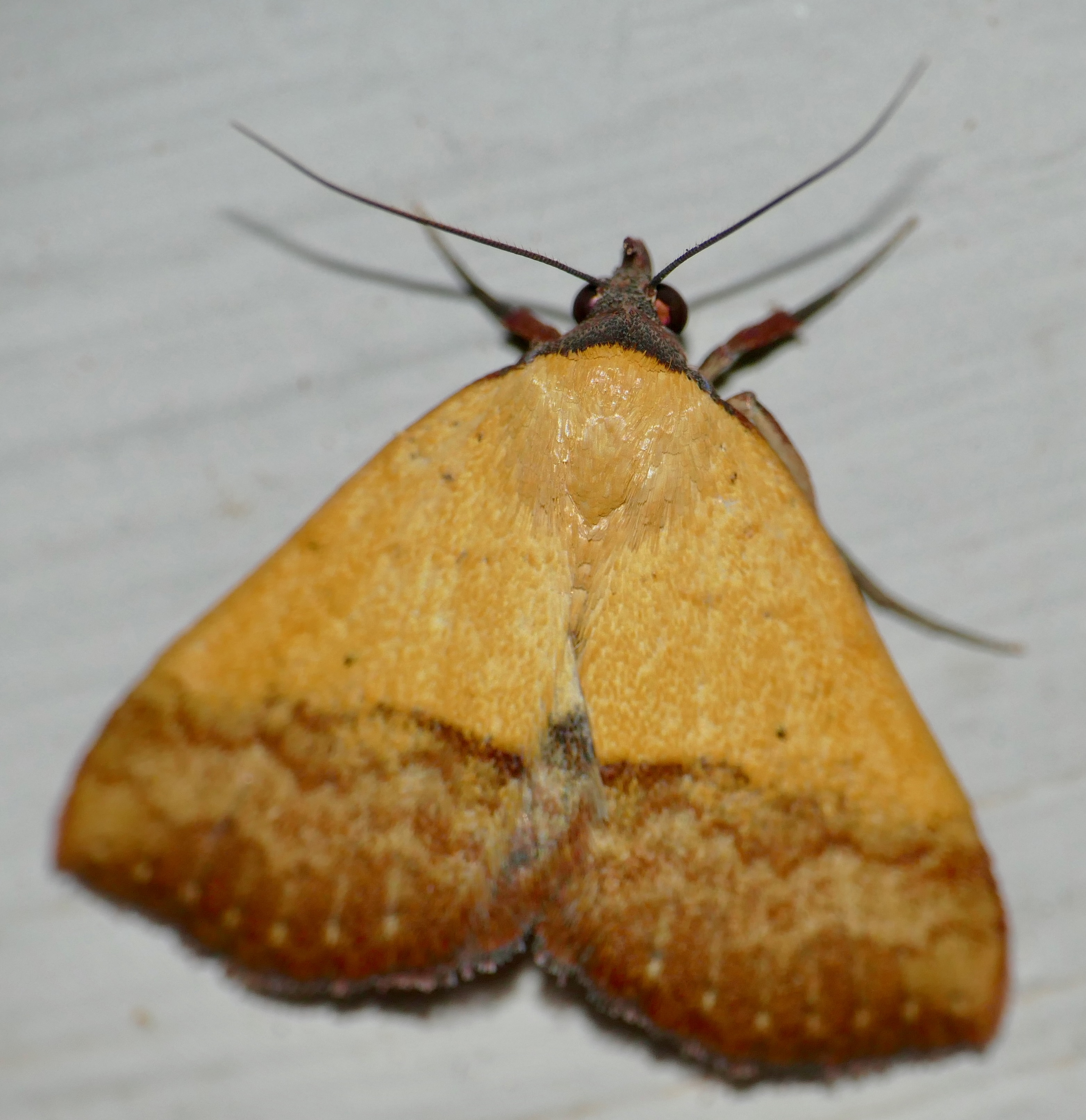
Phytometra duplicalis
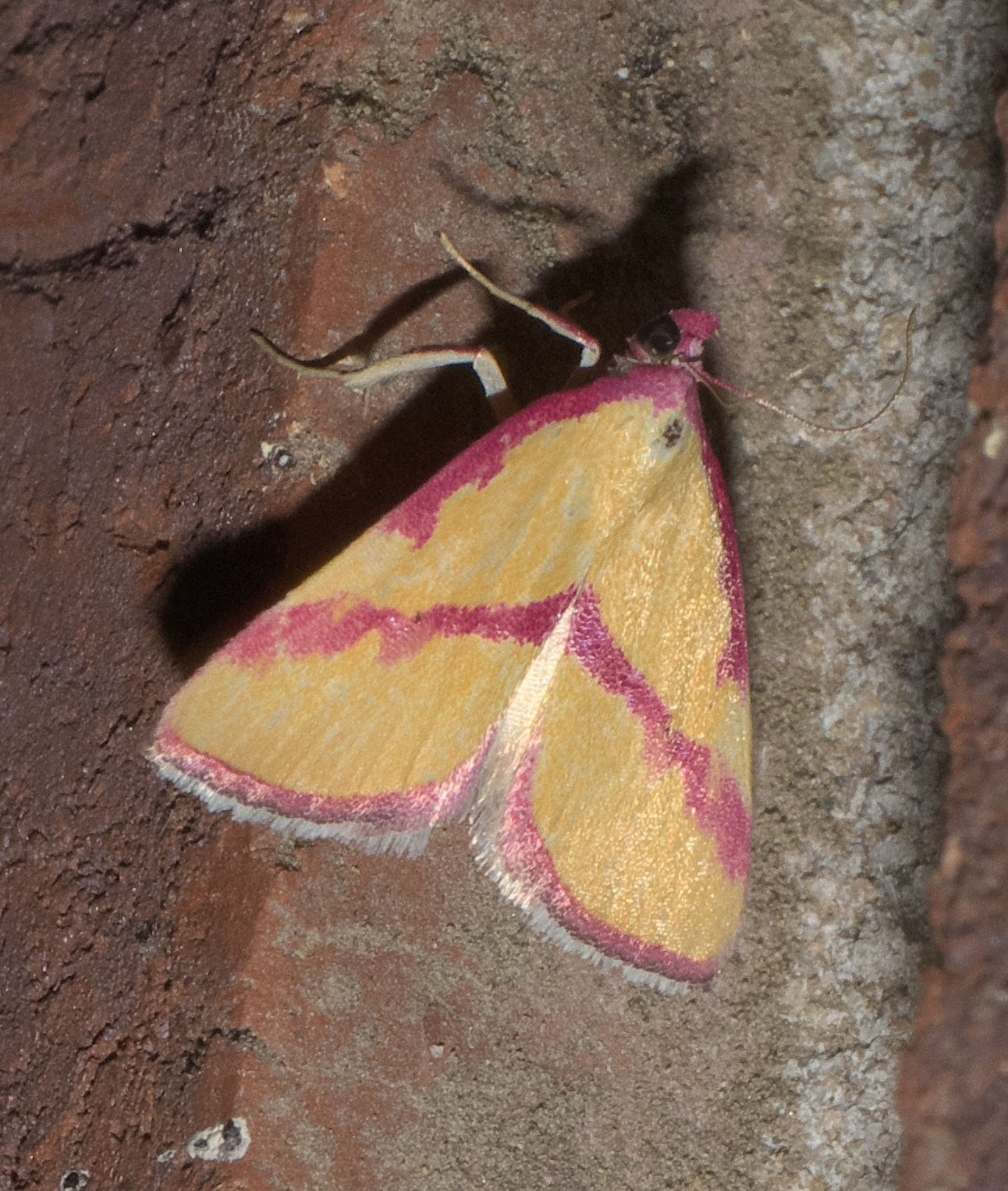
Phytometra ernestinana
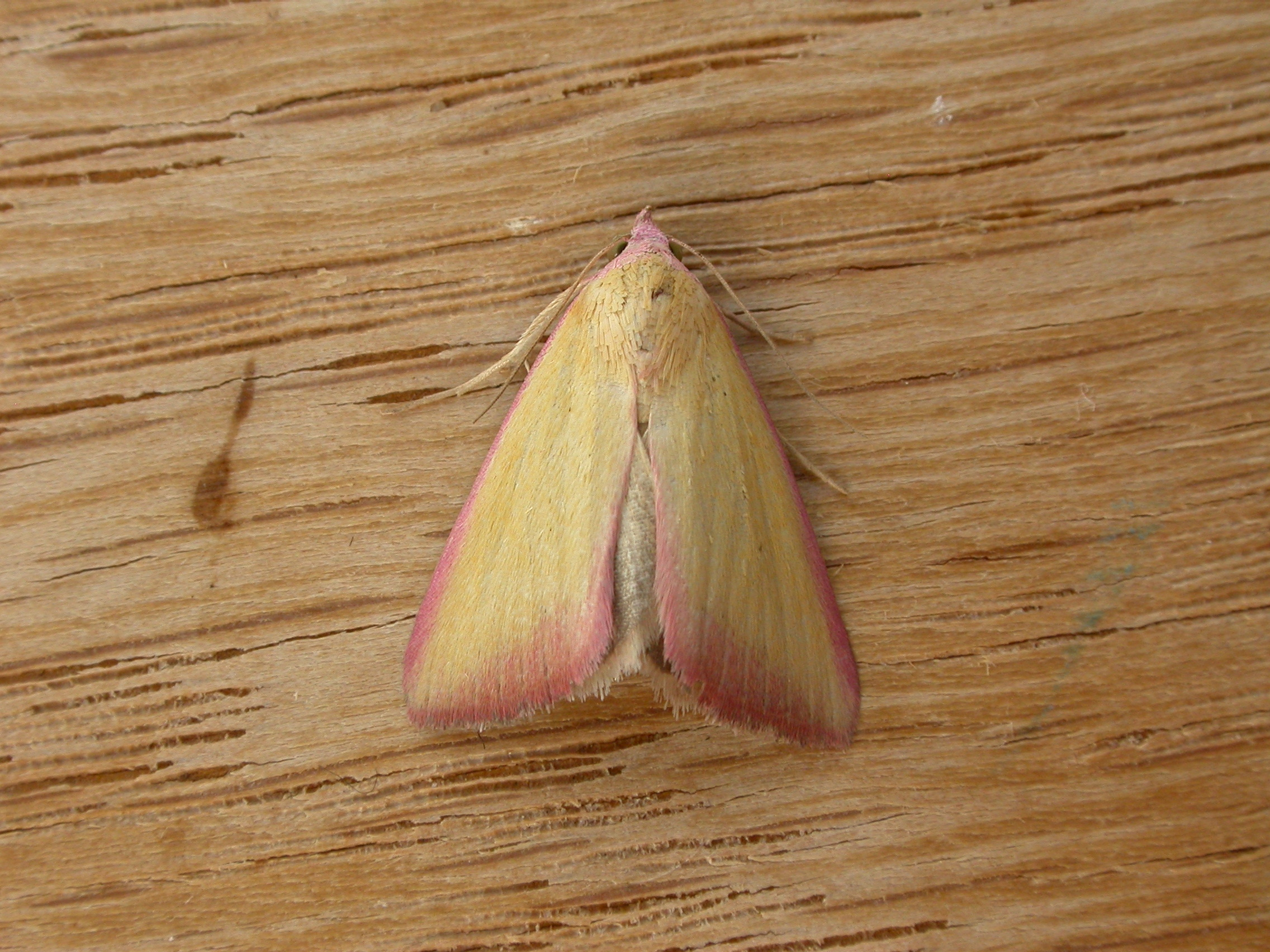
Phytometra formosalis
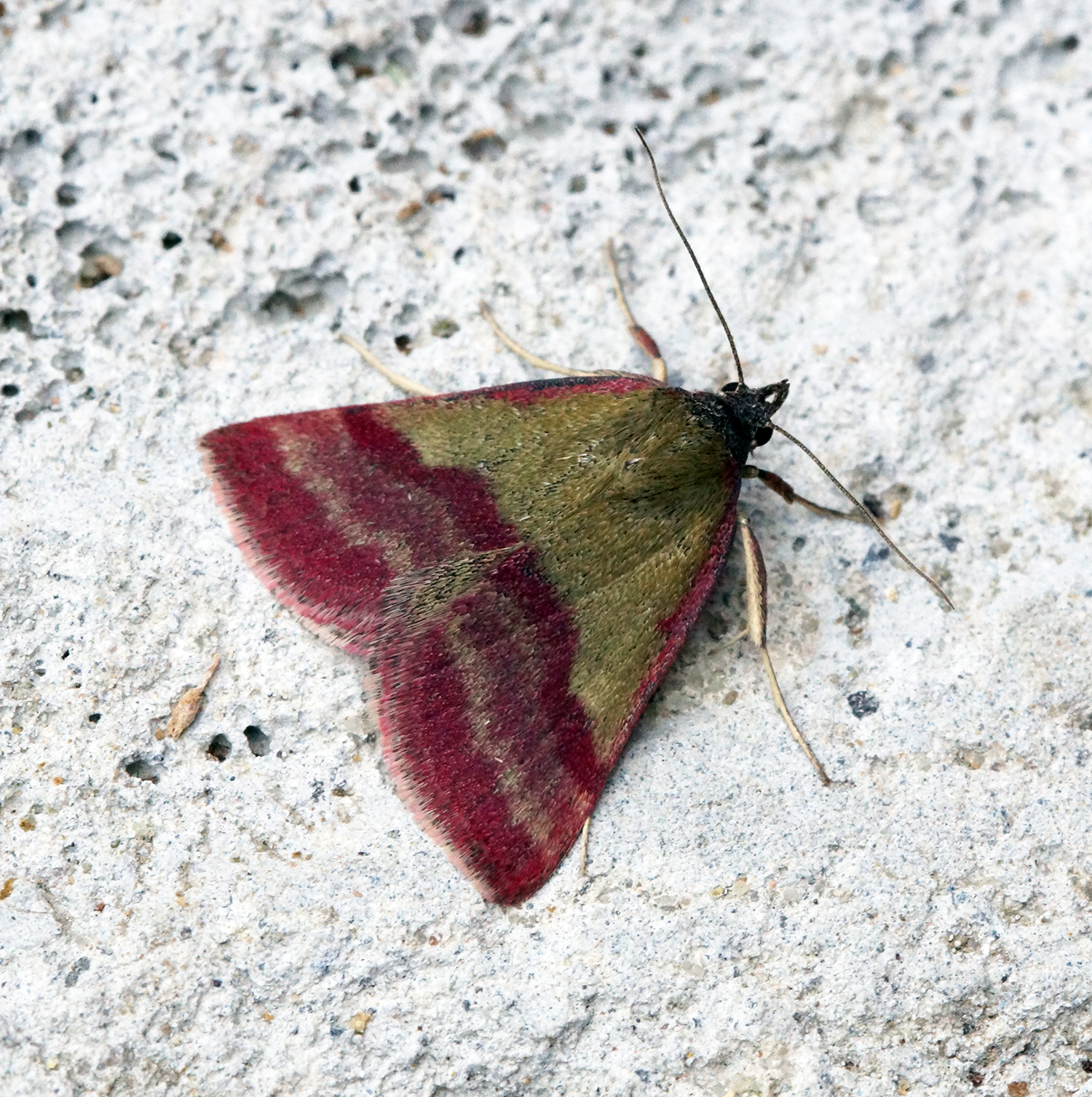
Jungfrulinsfly, Phytometra viridaria